# 蒙特利里奥
蒙特利里奥是巴拿马奇里基省雷纳西米恩托区的一个城市。 该市面积为43.8平方（16.9平方英里），2010年时人口为2,771，故其人口密度为63.2名居民每平方（164名居民每平方英里）。 1990年时人口为4,807，2000年时人口为6,652。